# اولتیمو (مارول کامیکس)
اولتیمو (به انگلیسی: Ultimo) یک شخصیت رباتی تخیلی و ابرتبه‌کارانه در کتاب‌های کامیک می‌باشد. این کاراکتر به دست استن لی خلق شده و در قصه‌های عجیب شماره ۷۶ام (آوریل ۱۹۶۶) معرفی شد.
وی همچنین عضو گروه‌های خلافکارانه‌ای چون عوامل ماندرین است.
جدا از کتاب‌های کامیک، شرکت مارول از اولتیمو در دیگر کالاهای خود از جمله پوشاک، اسباب‌بازی، ورق بازی، انیمیشن‌های تلویزیونی و بازی‌های رایانه‌ای استفاده کرده است.
اولتیمو توسط فضایی‌های ناشناس ساخته شده اما ماندرین آن را روشن و برای مدتی کنترل کرد. بعد از آنکه اولتیمو چندین مرتبه با مرد آهنی به فرمان ماندرین جنگید اما چندین بار هم به صورت خودسر عمل کرد.